# Ruskovce, Bánovce nad Bebravou
Ruskovce este o comună slovacă, aflată în districtul Bánovce nad Bebravou din regiunea Trenčín. Localitatea se află la altitudinea de 226 m deasupra n.m., se întinde pe o suprafață de 3,36 km2 și în 2017 număra 522 de locuitori.

## Istoric
Localitatea Ruskovce este atestată documentar din 1329.

## Demografie
| An:                | 1994 | 2004   | 2014   | 2024   |
| ------------------ | ---- | ------ | ------ | ------ |
| Număr de persoane: | 531  | 532    | 513    | 518    |
| Diferență:         |      | +0,18% | −3,57% | +0,97% |

| An:                | 2023 | 2024   |
| ------------------ | ---- | ------ |
| Număr de persoane: | 521  | 518    |
| Diferență:         |      | −0,57% |